# Schweizerische Faschistische Bewegung
Die Schweizerische Faschistische Bewegung (französisch Fédération fasciste suisse, italienisch Federazione fascista svizzera, FFS) wurde im Oktober 1933 vom Waadtländer Oberst Arthur Fonjallaz in Rom gegründet. Die Organisation lehnte sich stark an das Vorbild des italienischen Faschismus an, und Fonjallaz wurde bei der Gründung der Partei von Benito Mussolini finanziell unterstützt. Insgesamt flossen etwa 600'000 Franken in die Kasse der Partei.
Die Büros der Partei befanden sich im Privathaus von Fonjallaz, dem Château de Mémise in Lutry. Im Kanton Tessin verfügte die Partei über etwa 500 Mitglieder und hatte in den Kantonen Waadt, Neuenburg, Genf, Solothurn, Zürich und Graubünden Ortssektionen. Des Weiteren gab es Niederlassungen in den italienischen Städten Mailand, Genua, Turin, Florenz und Rom.

## Geschichte
Die Schweizerische Faschistische Bewegung (SFB) arbeitete teilweise mit der Partei Heimatwehr zusammen. Im Oktober 1933 reiste Fonjallaz zusammen mit Mitgliedern der Heimatwehr nach Rom und übergab Benito Mussolini einen hölzernen Bären als Geschenk. Mitglieder der Gruppe Parti agraire valaisan nahmen ebenfalls an der Reise nach Rom teil.
1934 lancierte die SFB die Volksinitiative gegen die Freimaurerei, die vom Volk jedoch 1937 verworfen wurde. Im Januar 1934 wollte sie einen «Marsch auf Bellinzona» durchführen, in Anlehnung an das propagandistische Vorbild namens «Marsch auf Rom» im Oktober 1922. Hierbei kam es jedoch zu Ausschreitungen, und die Tessiner Behörden verboten daraufhin den Marsch. Weitere Mitgliederansammlungen gab es in August 1934 in Mervelier (200 Teilnehmer), im Juni 1935 in Conthey (2000 Teilnehmer) und im September 1935 in Courtetelle (500 Teilnehmer).
Im Februar 1934 schloss sich die SFB ausser im Tessin und im Wallis mit der Heimatwehr zur Helvetischen Aktion zusammen. 1935 gelang es der Partei nicht, in die Parlamente der Kantone Tessin und Wallis einzuziehen. Im Dezember 1934 nahm die SFB als Mitorganisatorin am ersten Kongress der Comitati d’Azione per l’Universalità di Roma in Montreux teil.
1936 wurde die Herausgabe der Zeitung Schweizer Fascist [sic] eingestellt und die Partei wegen Geldmangels aufgelöst. Die meisten Mitglieder wechselten zu anderen faschistischen Gruppen wie der Union nationale oder im Tessin zum Circolo italo-svizzero.

## Zeitung und faschistische Presseagentur
Von 1933 bis 1936 (in Italienisch nur bis 1935) gab die Schweizerische Faschistische Bewegung die Zeitungen Schweizer Fascist (dt.), Le Fasciste Suisse (fr.) und Il fascista svizzero (it.) heraus. Nach dem Sprachgebrauch der Partei war die Zeitung das «Kampfblatt des Schweizerfascismus» [sic]. Die SFB betrieb eine Presseagentur mit Sitz in Lausanne, Lugano und Zürich.